# Discomiosis anfractilinea
Discomiosis anfractilinea är en fjärilsart som beskrevs av Louis Beethoven Prout 1915. Discomiosis anfractilinea ingår i släktet Discomiosis och familjen mätare. Inga underarter finns listade i Catalogue of Life.